# Georges Rouquier ou la Belle Ouvrage
Pour plus de détails, voir Fiche technique et Distribution.
Georges Rouquier ou la Belle Ouvrage est un documentaire français réalisé par Philippe Haudiquet et Jean Arlaud en 1993.

## Fiche technique
- Titre : Georges Rouquier ou la Belle Ouvrage
- Réalisation : Philippe Haudiquet et Jean Arlaud
- Images : Jean Arlaud
- Son : Henri Roux, Philippe Senechal et Bernard Rochut
- Montage : Jean Arlaud
- Production : Francis Fourcou
- Pays d'origine :  France
- Genre : documentaire
- Durée : 56 minutes
- Date de sortie : France, 1993

## Intervenants
- Georges Rouquier
- Hélène, Marius et André Benaben (Le Bourrel)
- Colette et Michel Bras (Vaureilles)
- Roger Mallet (Compolibat)
- Henri et Maria Rouquier (Goutrens)
- Maria Rouquier (Paris)
- Raymond et Floren Rouquier (Farrebique)
- Annie et Christian Viguier (Les Fumades)